# Morti nel 2008/Dicembre
| Questa pagina contiene informazioni ricavate automaticamente dalle voci biografiche con l'ausilio del template Bio e di un bot. L'aggiornamento è periodico e automatico e ricostruisce completamente la pagina. Se manca una persona in questa lista, sei pregato di non aggiungerla, ma accertati piuttosto che la sua voce biografica contenga il template Bio e che i dati anagrafici siano correttamente compilati. Se il template Bio manca, inseriscilo tu stesso o, in alternativa, metti l'avviso {{tmp\|Bio}} che ne segnala la mancanza. Se i dati riportati sono sbagliati, correggi direttamente la voce biografica; le modifiche saranno visibili in questa lista entro pochi giorni. Per chiarimenti vedi il progetto biografie. La lista contiene solo le 168 persone che sono citate nell'enciclopedia e per le quali è stato implementato correttamente il template Bio. Pagina aggiornata al 18 ago 2025. |

- 1º dicembre - Paul Benedict, attore statunitense (n. 1938)
- 1º dicembre - Siegfried Knappe, ufficiale tedesco (n. 1917)
- 1º dicembre - Franco Mancini, filologo e bibliotecario italiano (n. 1921)
- 1º dicembre - Lev Mantula, allenatore di calcio e calciatore jugoslavo (n. 1928)
- 1º dicembre - Emanuel Rackman, rabbino, teologo e predicatore statunitense (n. 1910)
- 1º dicembre - Rolando Rigamonti, chimico italiano (n. 1909)
- 1º dicembre - Giorgio Soavi, scrittore, poeta e giornalista italiano (n. 1923)
- 1º dicembre - Aurel Vernescu, canoista rumeno (n. 1939)
- 2 dicembre - John Battiscombe Gunn, fisico statunitense (n. 1928)
- 2 dicembre - H.M., statunitense (n. 1926)
- 2 dicembre - Odetta, cantante e chitarrista statunitense (n. 1930)
- 3 dicembre - Fred Campbell, cestista, allenatore di pallacanestro e giocatore di baseball statunitense (n. 1920)
- 3 dicembre - Don McKenzie, nuotatore statunitense (n. 1947)
- 4 dicembre - Forrest J. Ackerman, scrittore di fantascienza, curatore editoriale e giornalista statunitense (n. 1916)
- 4 dicembre - Emilio Rossi, giornalista e scrittore italiano (n. 1923)
- 4 dicembre - Richard Van Allan, basso inglese (n. 1935)
- 4 dicembre - Marlyn Meltzer, programmatrice statunitense (n. 1922)
- 5 dicembre - Alessio II, arcivescovo ortodosso russo (n. 1929)
- 5 dicembre - Jurij Baulin, hockeista su ghiaccio sovietico (n. 1933)
- 5 dicembre - George Brecht, artista, scrittore e compositore statunitense (n. 1926)
- 5 dicembre - Nina Foch, attrice olandese (n. 1924)
- 5 dicembre - Beverly Garland, attrice statunitense (n. 1926)
- 5 dicembre - Anca Parghel, cantante, musicista e insegnante rumena (n. 1957)
- 5 dicembre - Katō Shūichi, medico, critico letterario e scrittore giapponese (n. 1919)
- 5 dicembre - Bolek Tempowski, calciatore francese (n. 1921)
- 5 dicembre - Dick Vertlieb, dirigente sportivo statunitense (n. 1930)
- 6 dicembre - Tamar Adar, scrittrice israeliana (n. 1939)
- 6 dicembre - Warner Bentivegna, attore italiano (n. 1931)
- 6 dicembre - Sunny von Bülow, statunitense (n. 1932)
- 6 dicembre - Dino Formaggio, filosofo e critico d'arte italiano (n. 1914)
- 6 dicembre - Vito Gnutti, politico italiano (n. 1939)
- 6 dicembre - Gérard Lauzier, fumettista, regista e sceneggiatore francese (n. 1932)
- 6 dicembre - Mii Parima, politico cookese (n. 1954)
- 6 dicembre - Albert Poli, calciatore italiano (n. 1945)
- 6 dicembre - Luigi Scotti, politico italiano (n. 1936)
- 7 dicembre - Valerio Rolando Boesso, editore, imprenditore e politico italiano (n. 1920)
- 7 dicembre - Esterino Bosco, presbitero italiano (n. 1915)
- 7 dicembre - Jacques Jomier, presbitero, religioso e islamista francese (n. 1914)
- 8 dicembre - Manzoor Hussain Atif, hockeista su prato pakistano (n. 1928)
- 8 dicembre - Felice Bernasconi, politico e imprenditore italiano (n. 1927)
- 8 dicembre - Giovanni D'Anna, latinista e filologo classico italiano (n. 1929)
- 8 dicembre - Frank Edmondson, astronomo statunitense (n. 1912)
- 8 dicembre - Peter E. Hodgson, fisico britannico (n. 1928)
- 8 dicembre - Morio Kasai, chirurgo giapponese (n. 1922)
- 8 dicembre - Leone Mancini, regista e autore televisivo italiano (n. 1921)
- 8 dicembre - Francesco Martorelli, politico italiano (n. 1929)
- 8 dicembre - Robert Prosky, attore statunitense (n. 1930)
- 8 dicembre - Alo Suurna, cestista estone (n. 1913)
- 8 dicembre - Hillary Waugh, scrittore statunitense (n. 1920)
- 9 dicembre - Giuseppe Botta, politico italiano (n. 1925)
- 9 dicembre - Ibrahim Dossey, calciatore ghanese (n. 1972)
- 9 dicembre - Jurij Nikolaevič Glazkov, cosmonauta sovietico (n. 1939)
- 9 dicembre - Dražan Jerković, calciatore, allenatore di calcio e dirigente sportivo croato (n. 1936)
- 9 dicembre - José María Larrauri Lafuente, vescovo cattolico spagnolo (n. 1918)
- 9 dicembre - Karl Ferdinand Werner, storico tedesco (n. 1924)
- 10 dicembre - Varese Antoni, politico italiano (n. 1921)
- 10 dicembre - Massimo Baldini, filosofo italiano (n. 1947)
- 10 dicembre - Henning Christiansen, compositore e artista danese (n. 1932)
- 10 dicembre - Edimo Mura, pittore e incisore italiano (n. 1933)
- 10 dicembre - Bruno Orzan, calciatore italiano (n. 1927)
- 11 dicembre - Maddie Blaustein, doppiatrice statunitense (n. 1960)
- 11 dicembre - Aurelio Donato Candian, giurista italiano (n. 1955)
- 11 dicembre - Fred Iltis, fotografo statunitense (n. 1923)
- 11 dicembre - Angeliki Laiou, politica e bizantinista greca (n. 1941)
- 11 dicembre - Fukio Mitsuji, autore di videogiochi giapponese (n. 1960)
- 11 dicembre - Bettie Page, modella statunitense (n. 1923)
- 11 dicembre - Mario Pieri, calciatore italiano (n. 1930)
- 11 dicembre - Giovanni de Riu, pilota automobilistico italiano (n. 1924)
- 11 dicembre - Franca Stagi, architetto italiana (n. 1937)
- 12 dicembre - Jean-Claude Bercq, attore e stuntman francese (n. 1929)
- 12 dicembre - Avery Dulles, cardinale, teologo e gesuita statunitense (n. 1918)
- 12 dicembre - Daniel Carleton Gajdusek, medico statunitense (n. 1923)
- 12 dicembre - Sigitas Geda, scrittore lituano (n. 1943)
- 12 dicembre - Van Johnson, attore, ballerino e cantante statunitense (n. 1916)
- 12 dicembre - Prince Lasha, sassofonista, flautista e compositore statunitense (n. 1929)
- 12 dicembre - Tassos Papadopoulos, politico cipriota (n. 1934)
- 12 dicembre - Maksym Pašajev, calciatore ucraino (n. 1988)
- 13 dicembre - Christine Carrère, attrice francese (n. 1930)
- 13 dicembre - John Drake, rugbista a 15 e giornalista neozelandese (n. 1959)
- 13 dicembre - Umberto Granaglia, boccista italiano (n. 1931)
- 13 dicembre - Enrique Máximo García, musicologo e storico dell'arte spagnolo (n. 1954)
- 13 dicembre - Horst Tappert, attore tedesco (n. 1923)
- 14 dicembre - Aleš Höffer, ostacolista cecoslovacco (n. 1962)
- 14 dicembre - Ricardo Infante, calciatore argentino (n. 1924)
- 14 dicembre - Carl Kotchian, dirigente d'azienda statunitense (n. 1914)
- 14 dicembre - Adelmo Prenna, allenatore di calcio e calciatore italiano (n. 1930)
- 15 dicembre - Carlo Caracciolo, nobile, editore e imprenditore italiano (n. 1925)
- 15 dicembre - León Febres Cordero, politico ecuadoriano (n. 1931)
- 15 dicembre - Davy Graham, chitarrista inglese (n. 1940)
- 15 dicembre - Arvid Havnås, calciatore norvegese (n. 1917)
- 15 dicembre - Johann Karall, politico, cestista e allenatore di pallacanestro austriaco (n. 1934)
- 15 dicembre - Salvinu Schembri, calciatore maltese (n. 1923)
- 15 dicembre - Anne-Catharina Vestly, scrittrice norvegese (n. 1920)
- 16 dicembre - Claudio Apollonio, hockeista su ghiaccio e alpinista italiano (n. 1921)
- 16 dicembre - Joseph Baumgarten, archeologo austriaco (n. 1928)
- 16 dicembre - Sam Bottoms, attore e produttore cinematografico statunitense (n. 1955)
- 16 dicembre - John Costelloe, attore statunitense (n. 1961)
- 16 dicembre - Gaetano Lo Presti, mafioso italiano (n. 1956)
- 16 dicembre - Fortunato Manca, pugile italiano (n. 1934)
- 16 dicembre - Manol Manolov, allenatore di calcio e calciatore bulgaro (n. 1925)
- 16 dicembre - Norberto Raffo, allenatore di calcio e calciatore argentino (n. 1939)
- 17 dicembre - Sammy Baugh, giocatore di football americano statunitense (n. 1914)
- 17 dicembre - Freddy Breck, cantante, compositore e showman tedesco (n. 1942)
- 17 dicembre - Francisco Casavella, scrittore spagnolo (n. 1963)
- 17 dicembre - Dave Farrington, allenatore di calcio e calciatore neozelandese (n. 1948)
- 17 dicembre - Paul Greco, attore statunitense (n. 1955)
- 17 dicembre - Ai Iijima, scrittrice, attrice pornografica e personaggio televisivo giapponese (n. 1972)
- 17 dicembre - Robert Jonquet, calciatore e allenatore di calcio francese (n. 1925)
- 17 dicembre - Piet Van Huele, cestista belga (n. 1933)
- 18 dicembre - Majel Barrett, attrice statunitense (n. 1932)
- 18 dicembre - Salah El-Sha'rawi, pallanuotista egiziano (n. 1925)
- 18 dicembre - Mark Felt, funzionario statunitense (n. 1913)
- 18 dicembre - Ivan Rabuzin, pittore croato (n. 1921)
- 18 dicembre - Benito Stirpe, imprenditore italiano (n. 1923)
- 18 dicembre - Paul Weyrich, attivista e politico statunitense (n. 1942)
- 19 dicembre - James Bevel, attivista statunitense (n. 1936)
- 19 dicembre - Sam Tingle, pilota automobilistico zimbabwese (n. 1921)
- 20 dicembre - Samuele Bacchiocchi, teologo italiano (n. 1938)
- 20 dicembre - Joseph Conombo, politico burkinabè (n. 1917)
- 20 dicembre - Ol'ga Lepešinskaja, ballerina sovietica (n. 1916)
- 20 dicembre - Adrian Mitchell, poeta, romanziere e drammaturgo inglese (n. 1932)
- 20 dicembre - Robert Mulligan, regista statunitense (n. 1925)
- 20 dicembre - Albin Planinc, scacchista sloveno (n. 1944)
- 20 dicembre - Dorothy Sarnoff, soprano statunitense (n. 1914)
- 21 dicembre - Luis Benítez de Lugo, politico, sportivo e militare spagnolo (n. 1916)
- 22 dicembre - Lansana Conté, politico e militare guineano (n. 1934)
- 22 dicembre - Norm Cook, cestista statunitense (n. 1955)
- 22 dicembre - Piero Forcella, giornalista italiano (n. 1924)
- 22 dicembre - Carmo de Souza, cestista brasiliano (n. 1940)
- 23 dicembre - Narciso Bernardo, cestista e allenatore di pallacanestro filippino (n. 1937)
- 23 dicembre - Pietro Gamba, fumettista e illustratore italiano (n. 1925)
- 23 dicembre - Carolyn Miller, cestista e allenatrice di pallacanestro statunitense (n. 1938)
- 23 dicembre - Donald Randall, imprenditore statunitense (n. 1917)
- 23 dicembre - Elizabeth Cicely Ridley, matematica e climatologa britannica (n. 1927)
- 24 dicembre - Ian Ballinger, tiratrice a volo neozelandese (n. 1925)
- 24 dicembre - Samuel P. Huntington, politologo statunitense (n. 1927)
- 24 dicembre - Enza Passatore, cantante italiana (n. 1920)
- 24 dicembre - Harold Pinter, drammaturgo, regista teatrale e attore teatrale britannico (n. 1930)
- 25 dicembre - Leo Frankowski, scrittore statunitense (n. 1943)
- 25 dicembre - Eartha Kitt, cantante, attrice e ballerina statunitense (n. 1927)
- 25 dicembre - Ann Savage, attrice statunitense (n. 1921)
- 25 dicembre - Václav Švejcar, pittore ceco (n. 1962)
- 26 dicembre - Jean-Marc Ela, presbitero, teologo e sociologo camerunese (n. 1936)
- 26 dicembre - Amos Matteucci, giavellottista italiano (n. 1915)
- 27 dicembre - Arild Andresen, calciatore norvegese (n. 1928)
- 27 dicembre - Delaney Bramlett, chitarrista, cantante e attore statunitense (n. 1939)
- 27 dicembre - Jaafar di Negeri Sembilan, sovrano malaysiano (n. 1922)
- 27 dicembre - Preben Isaksson, pistard danese (n. 1943)
- 27 dicembre - Christine Maggiore, attivista statunitense (n. 1956)
- 27 dicembre - Alfred Pfaff, calciatore tedesco (n. 1926)
- 27 dicembre - David Walker, costumista britannico (n. 1934)
- 27 dicembre - Xi Zezong, astronomo cinese (n. 1927)
- 28 dicembre - Vincent Ford, compositore giamaicano (n. 1940)
- 28 dicembre - Gianfranco Orsini, politico italiano (n. 1924)
- 28 dicembre - Pietro Prini, filosofo e storico della filosofia italiano (n. 1915)
- 28 dicembre - Claudio Vitalone, politico e magistrato italiano (n. 1936)
- 29 dicembre - Freddie Hubbard, trombettista statunitense (n. 1938)
- 29 dicembre - Ted Lapidus, stilista francese (n. 1929)
- 29 dicembre - Daniel Nagrin, ballerino, coreografo e insegnante statunitense (n. 1917)
- 30 dicembre - Paolino Beltrame Quattrocchi, presbitero e partigiano italiano (n. 1909)
- 30 dicembre - Bernie Hamilton, attore statunitense (n. 1928)
- 30 dicembre - Roy Saari, nuotatore statunitense (n. 1945)
- 30 dicembre - Salvatore Scala, mafioso statunitense (n. 1944)
- 30 dicembre - Zezé, calciatore brasiliano (n. 1957)
- 31 dicembre - Charles Domergue, esploratore, ornitologo e erpetologo francese (n. 1914)
- 31 dicembre - Premjit Lall, tennista indiano (n. 1940)
- 31 dicembre - Brad Sullivan, attore statunitense (n. 1931)
- 31 dicembre - Donald E. Westlake, scrittore e sceneggiatore statunitense (n. 1933)